# NGC 2743
NGC 2743 este o galaxie spirală situată în constelația Racul. A fost descoperită în 22 februarie 1787 de către William Herschel. Se află la o distanță de 31,48 de megaparseci de Pământ.